# Charles-Victoire-Frédéric Moench
Charles-Victoire-Frédéric Moench, né le 10 avril 1784 à Paris et mort le 24 octobre 1864 ou en 1867 dans la même ville, est un peintre français.

## Biographie
Charles-Victoire-Frédéric Moench naît le 10 avril 1784 à Paris. Il est le fils de Simon-Frédéric Moench (1746-1837), peintre décorateur né à Stuttgart,, et de Françoise Élisabeth Scherdlin (1748-1802)[réf. souhaitée]. Son frère Pierre Auguste (1787-1830) est également peintre décorateur[réf. souhaitée].
En mai 1813, il épouse Sophie Delore (1779-1861)[réf. à confirmer].
Il est l'élève du peintre Anne-Louis Girodet. En tant que peintre d'histoire, il expose au Salon de 1810 à 1861, et remporte une médaille de seconde classe en 1812 ou en 1817.
Il est également peintre décorateur,. Il réalise des décors en région parisienne pour différents théâtres (théâtre des Italiens, théâtre Feydeau, théâtre Montansier), salles de spectacles (Waux-Hall) ainsi que pour des pièces de théâtre présentées au palais des Tuileries. Il participe également au décor des théâtres de Metz et de Dijon (avec son frère Auguste). Il exécute aussi les décors de la galerie de Diane ainsi que le plafond et la frise de la salle des Gardes du château de Fontainebleau. Il restaure également les peintures de la chapelle royale de Versailles.
Il meurt à son domicile parisien, rue des Écuries-d'Artois, le 24 octobre 1864, à l'âge de 80 ans[réf. à confirmer], ou en 1867.